# خشوم
كانت خشوم (بالإنجليزية: Hassum)‏ (وتُعرف أيضًا باسم خشوم (بالإنجليزية: Khashshum)‏، خششوم (بالإنجليزية: Ḫaššum)‏، أو خشو (بالإنجليزية: Hassu)‏، أو خشووا (بالإنجليزية: Hassuwa)‏، أو خزوان (بالإنجليزية: Hazuwan)‏) مدينة حورية تقع في جنوب تركيا على الأرجح على نهر الفرات شمال كركميش.

## تاريخ

### أوائل العصر البرونزي
كانت المدينة تابعة لإبلا، وقد ورد ذكرها في نصوص إبلا باسم خزوان (بالإنجليزية: Hazuwan)‏، وكان يحكمها ملكها الخاص. وقعت تحت سلطة مملكة ماري لفترة قصيرة من الزمن في القرن الرابع والعشرين قبل الميلاد، قبل أن ستعيد ملك إبلا إركاب-دامو سلطو إيبلا على المنطقة. نجت المدينة من الغزوات الأكدية في عام 2240 قبل الميلاد وازدهرت كمركز تجاري في النصف الأول من الألفية الثانية قبل الميلاد.

### العصر البرونزي الأوسط
في بداية القرن الثامن عشر قبل الميلاد، تحالفت خشوم مع يمحاض ضد يهدون-ليم ملك مملكة ماري، وساعد لاحقًا يمحاض ضد مملكة في زالماكوم (منطقة مستنقعية بين نهر الفرات ونهر البليخ السفلي)، ولكن حولت وجهة التحالف بعد ذلك لتتحالف مع شمشي-آداد الأول ملك آشور بعد أن ضم مملكة ماري تحت سلطة آشور. أرسلت المدينة للملك الآشوري 1000 جندي لمهاجمة سومو-إبو ملك يمحاض. في وقت لاحق، وضع ملك يمحاض ياريم-ليم الأول خشوم تحت هيمنته وظلت المدينة خاضعة لسلطة يمحاض حتى احتلالها من قبل الحيثيين.

#### الاحتلال الحيثي
في سياق حربه ضد يمحاض وبعد تدميره لألالاخ وأورشو اتجه ملك الحيثيين خاتوشيلي الأول نحو خشوم في العام السادس من حكمه (حوالي 1644 قبل الميلاد، التسلسل الزمني الأوسط). أرسل ملك يمحاض يريم ليم الثالث جيشه بقيادة الجنرال زكراسي قائد القوات الثقيلة يرافقه الجنرال زالوديس قائد قوات ماندا واتحدوا مع جيش خشوم. واندلعت معركة جبل أتالور (تقع أتالور شمال حلب بالقرب من جبال الأمانوس، ويمكن التعرف عليها بجبل الأكراد). دمر الملك الحيثي خاتوشيلي الأول أعدائه ومضى في حرق ونهب خشوم. حشد المواطنون قواتهم ثلاث مرات ضد قوات الحيثيين، لكن نهب خاتوشيلي الأول المدينة واستولى على مكانة الإله تشوب وزوجته هبة وزوج من الثيران الفضية من ثيران تيشوب، وحملهم معه إلى عاصمة الحيثيين خاتوشا، حيث تم حفظهم في معبد أرينا. تم القبض على ملك خشوم وإهانته، وتم وضعه في إحدى العربات المستخدمة لنقل غنائم مدينته ونقله إلى العاصمة الحيثية خاتوشا.

### أواخر العصر البرونزي
بعد قرن من الزمان، ذكر الملك الحيثي تيلبينو (من حوالي 1500 قبل الميلاد) أن خشوم كانت عدوه الرئيسي وذكر كيفية تدميره للمدينة.